# Carta di qualificazione del conducente
La carta di qualificazione del conducente (in sigla CQC) è un titolo abilitativo, attestante le capacità professionali di quei soggetti già in possesso di una patente di guida di categoria superiore (C/C+E, D/D+E), che consente di svolgere attività di carattere professionale legata all'autotrasporto.
Esistono due tipi di CQC: quella per il trasporto di merci e quella per il trasporto di persone. Si può essere titolari di una sola o di entrambe le qualificazioni.
La qualificazione iniziale dei conducenti dei veicoli delle categorie di cui sopra, adibiti al trasporto di cose o di passeggeri, è diventata obbligatoria in seguito all'emanazione della Direttiva europea 2003/59/CE, recepita in Italia con il Decreto legislativo 286 del 21/11/2005.

## Validità e rinnovo
La CQC ha validità quinquennale e va rinnovata attraverso la frequenza di un corso di formazione periodica della durata di 35 ore. A fine corso non è previsto, in genere, alcun esame, tuttavia le CQC scadute da oltre tre anni non possono essere rinnovate secondo questa modalità e, pertanto, i titolari dovranno sostenere due esami a quiz informatizzato, uno per la parte comune, l'altro per la parte specialistica. Come la patente di guida, anche la suddetta carta è dotata di 20 punti e, in caso di infrazione commessa con il veicolo professionale, i punti vengono decurtati da quest'ultima e non più dalla patente. La CQC era, precedentemente, legata a una specifica patente di guida e non aveva alcun valore se presentata senza di essa o con una patente diversa. Dal 18 aprile 2013, al momento del rilascio o del rinnovo della CQC non viene più rilasciata una nuova tessera, ma una nuova patente con l'aggiunta del codice armonizzato "95" sul retro. Si avrà quindi un unico documento nel quale verranno indicate, oltre alle categorie possedute, anche il tipo di CQC e le relative scadenze. Chiunque lo smarrisca è tenuto a richiedere un duplicato presso l'ufficio della Motorizzazione Civile competente per territorio.

## Tipi

### CQC merci
La Carta di Qualificazione del Conducente per il trasporto merci è riservata a chi effettua trasporto di cose in conto terzi con veicoli di massa a pieno carico superiore alle 3,5 tonnellate (inclusi eventuali rimorchi o semirimorchi), ed è obbligatoria a partire dal 10 settembre 2009. Tale obbligo non sussiste, invece, per chi svolge attività di autotrasporto in conto proprio, a meno che il conducente del mezzo non sia stato assunto con la qualifica specifica di autista. Hanno avuto diritto al rilascio per documentazione della CQC merci tutti i possessori delle patenti C o CE (conseguita entro il 09/09/2009) fino alla data del 9 settembre 2014. Trascorsa questa data, il conseguimento è subordinato alla frequenza obbligatoria di un corso presso le autoscuole autorizzate e di un esame finale presso la Motorizzazione Civile di competenza (esame a quiz). Se l'età del conducente è inferiore a 21 anni, esso non potrà condurre autocarri con massa a pieno carico superiore alle 7,5 t. Tale limite può essere rimosso al compimento dei 21 anni o seguendo il corso CQC completo da 280 ore.

### CQC persone
La Carta di Qualificazione del Conducente per il trasporto persone è riservata a chi effettua trasporto di persone con autoveicoli di capienza superiore ai 9 posti (autobus) in servizio pubblico di linea o di noleggio con conducente. Non è invece necessaria per la guida degli autobus immatricolati a uso proprio, a meno che il guidatore dell'autoveicolo non sia stato assunto con la qualifica specifica di conducente.
Tale documento, che sostituisce il vecchio CAP KD, è obbligatorio ed è stato rilasciato per documentazione fino alla data del 09/09/2013 ai titolari di patenti D o DE che avessero conseguito il KD entro il 09/09/2008. Chi invece non avesse conseguito il KD entro tale data e non lo richieda entro la data limite, il conseguimento della CQC persone è subordinato alla frequenza di un corso di 140 ore (di cui 130 ore di corso teorico e 10 ore di guida) da svolgere presso le autoscuole autorizzate, con annesso esame finale presso la Motorizzazione Civile di competenza. Se il candidato ha età inferiore ai 23 anni non potrà condurre autobus con più di 16 passeggeri o con una percorrenza di più di 50 km per i servizi di linea. Tale limite può essere rimosso frequentando il corso ordinario da 280 ore, oppure con il compimento dei 24 anni di età. Per chi invece possiedeva la patente di cat. C entro il 09/09/2009 ed il relativo CQC e volesse conseguire la patente D e il conseguente CQC trasporto persone, il corso sarà di sola estensione CQC e quindi limitato a 35 ore di teoria e 2,5 ore di guida sempre con esame finale presso la Motorizzazione Civile.